# Pian (Fürstenberg/Havel)

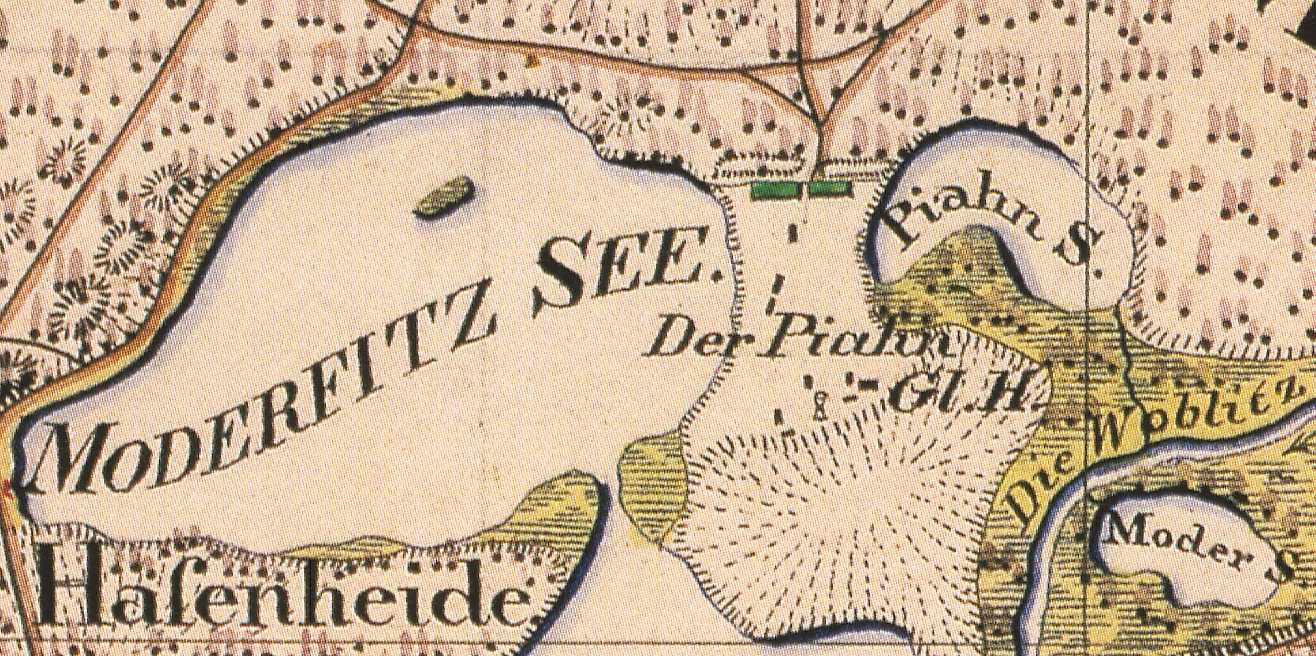
Moderfitzsee, Piansee und Pian auf dem Urmesstischblatt von 1825. Gl.H. = Glashütte

Pian ist ein Wohnplatz im Ortsteil Himmelpfort der Stadt Fürstenberg/Havel im Landkreis Oberhavel (Brandenburg). Er entstand zwischen 1819 und 1821 als Arbeitersiedlung einer nahe gelegenen Glashütte.

## Geographische Lage
Der Wohnplatz Pian liegt auf einer Höhe von 53 m über NHN zwischen Piansee im Osten und Moderfitzsee im Westen, etwa 6,5 km östlich des Stadtkerns von Fürstenberg/Havel. Der Wohnplatz ist mit Fahrzeugen nur über eine Straße nördlich um den Moderfitzsee herum zu erreichen. Die Fahrstrasse endet in Pian. Südlich des Moderfitzsees führen nur Fußwege zur Brücke über den Ausfluss des Moderfitzsee in den Haussee; hier liegt die Bebauung von Himmelpfort und Pian nur etwa 600 Meter entfernt.

## Geschichte
1819 wurde zwischen Piansee und Moderfitzsee von einem gewissen Lippert eine Glashütte und Arbeiterwohnungen („Etablissement“) angelegt. Die Glashütte scheint 1821 in Betrieb gegangen zu sein. 1833 bis 1837 gehörte sie dem Grafen von Arnim auf Boitzenburg. 1837 übernahm Julius Lietzmann zu Globsow die Glashütte. Die Glashütte Himmelpfort produzierte in den Folgejahren in 13 Öfen weißes und grünes Tafelglas und Hohlglas. Damals waren 25 Arbeiter, 13 Gehilfen und Kinder beschäftigt. Für 1860 werden bereits 12 Wohn- und 20 Wirtschaftsgebäude genannt. 1861 arbeiteten in der Glashütte 29 Männer und drei Frauen, die von zwei Aufsehern kontrolliert wurden. 1855 übernahm Otto Achenwall die Glashütte. 1865 wurde zusätzlich noch ein Kalkofen in Pian angelegt. Im Handbuch der Leistungsfähigkeit der gesammten Industrie Deutschlands von 1873 wird als Gründer und Besitzer Otto Achenwall genannt. 1874 fertigten 40 Arbeiter an zwei Öfen und zwölf Häfen mit direkter Holzfeuerung 70.000 Ballonflaschen, 20.000 Korbflaschen und eine Million grüne Flaschen. 1876 übernahm Georg Rodewe aus Frankfurt an der Oder den Betrieb. Er führte 1877/78 einen Generatorgasofen ein. 1884 übernahm noch ein Quensel aus Berlin die Hütte. Doch schon 1885 wurde die Produktion eingestellt und die Glashütte abgebrochen. Die Glasarbeiter wanderten wenigstens z. T. nach Gerresheim (Gerresheimer Glashütte) ab.
Die Siedlung wurde nach dem See Pian genannt. Die Deutung dieses Namens ist unsicher. 1929 wurde Pian nach Himmelpfort eingemeindet. 1931 und 1950 wurde Pian als Wohnplatz von Himmelpfort bezeichnet. 1957 und 1971 wird es als Ortsteil von Himmelpfort aufgeführt. Zum 26. Oktober 2003 wurde Himmelpfort nach Fürstenberg/Havel eingemeindet und ist seither Ortsteil. Pian ist heute im offiziellen Sprachgebrauch ein Wohnplatz der Stadt Fürstenberg/Havel auf der Gemarkung des Ortsteils Himmelpfort.